# Juan Antonio Rivera
Juan Antonio Rivera (Madrid, 1958-2024) fou un filòsof i professor espanyol. Llicenciat en filosofia per la Universitat Complutense de Madrid, va treballar com a professor de filosofia a l'Institut d'Ensenyament Mitjà de Cerdanyola del Vallès, a l'INS Forat del Vent. Va escriure articles a les revistes Claves de razón práctica, Isegoría, Cuadernos del Sur, Revista de Occidente, La Página, Fetasa, Ágora, Er, Alfa i Revista de libros i als diaris La Gaceta de Canarias i El País. En 2003 va ser guardonat amb el Premi Espasa d'Assaig per Lo que Sócrates diría a Woody Allen: cine y filosofía, on utilitza pel·lícules de cinema per explicar conceptes filosòfics.

## Obres
- El gobierno de la fortuna, Crítica, 2000
- Carta abierta de Woody Allen a Platón, Espasa Calpe, 2006. ISBN 8467020326
- Menos utopía y más libertad, Tusquets Editores, 2005, premi Libre Empresa, 2006
- Lo que Sócrates diría a Woody Allen: cine y filosofía Espasa Calpe, 2003. ISBN 84-670-1261-7
- Camelia y la filosofía, Arpa, 2016 ISBN 978-8416601240
- Moral y civilización. Una historia, Arpa, 2024 ISBN 9788419558466